# (300166) 2006 VQ142
(300166) 2006 VQ142 es un asteroide perteneciente al cinturón de asteroides descubierto el 14 de noviembre de 2006 por el equipo del Spacewatch desde el Observatorio Nacional de Kitt Peak, Arizona, Estados Unidos.

## Designación y nombre
Designado provisionalmente como 2006 VQ142.

## Características orbitales
2006 VQ142 está situado a una distancia media del Sol de 3,101 ua, pudiendo alejarse hasta 3,550 ua y acercarse hasta 2,652 ua. Su excentricidad es 0,144 y la inclinación orbital 6,373 grados. Emplea 1995,38 días en completar una órbita alrededor del Sol.

## Características físicas
La magnitud absoluta de 2006 VQ142 es 15,5. 